# Liste der Monuments historiques in Laneuville-sur-Meuse
Die Liste der Monuments historiques in Laneuville-sur-Meuse führt die Monuments historiques in der französischen Gemeinde Laneuville-sur-Meuse auf.

## Liste der Immobilien
| Bezeichnung       | Beschreibung            | Standort                    | Kennzeichnung | Schutzstatus | Datum | Bild           |
| ----------------- | ----------------------- | --------------------------- | ------------- | ------------ | ----- | -------------- |
| Kirche St-Nicolas | ab 1697 erbaut          | Rue de l’Église (Lage)      | PA00106549    | Inscrit      | 1981  | weitere Bilder |
| Waschhaus         | aus dem 18. Jahrhundert | Place de la Fontaine (Lage) | PA00106550    | Inscrit      | 1981  |                |

## Liste der Objekte
| Bezeichnung                           | Beschreibung                                                                      | Standort                        | Kennzeichnung | Schutzstatus | Datum | Bild |
| ------------------------------------- | --------------------------------------------------------------------------------- | ------------------------------- | ------------- | ------------ | ----- | ---- |
| Skulptur Madonna mit Kind             | in einer geschnitzten Nische; Holz, farbig gefasst und vergoldet, 18. Jahrhundert | in der Kirche St-Nicolas (Lage) | PM55001967    | Inscrit      | 2004  |      |
| Wandvertäfelung                       | mit Tafelbildern der Apostel; Holz, bemalt und vergoldet, 18. Jahrhundert         | in der Kirche St-Nicolas (Lage) | PM55001964    | Inscrit      | 1995  |      |
| Sechs Altarleuchter                   | Holz, farbig gefasst und vergoldet, 18. Jahrhundert                               | in der Kirche St-Nicolas (Lage) | PM55001966    | Inscrit      | 1991  |      |
| Gemälde Ekstase des heiligen Ignatius | Ölfarbe auf Leinwand, Holzrahmen, 17. Jahrhundert                                 | in der Kirche St-Nicolas (Lage) | PM55001963    | Inscrit      | 1995  |      |
| Seitenaltar                           | Altartisch und Retabel; Holz, farbig gefasst, 18. Jahrhundert                     | in der Kirche St-Nicolas (Lage) | PM55001965    | Inscrit      | 1995  |      |
| Gemälde Mariä Verkündigung            | Ölfarbe auf Leinwand, vergoldeter Holzrahmen, 18. Jahrhundert                     | in der Kirche St-Nicolas (Lage) | PM55000995    | Classé       | 1994  |      |
| Kanzel                                | Eichenholz, 18. Jahrhundert                                                       | in der Kirche St-Nicolas (Lage) | PM55000299    | Classé       | 1984  |      |